# Centronia pulchra
Centronia pulchra är en tvåhjärtbladig växtart som beskrevs av Célestin Alfred Cogniaux. Centronia pulchra ingår i släktet Centronia och familjen Melastomataceae. Inga underarter finns listade i Catalogue of Life.